# Saud bin Faisal bin Abdulaziz Al Saud
Saud bin Faisal bin Abdulaziz Al Saud (en árabe: سعود بن فيصل بن عبد العزيز آل سعود‎), también conocido como Saud Al Faisal (en árabe: سعود الفيصل‎; Taif, 2 de enero de 1940-Los Ángeles, 9 de julio de 2015), fue un diplomático y político saudí. Miembro de la familia real saudí, se desempeñó como ministro de relaciones exteriores de Arabia Saudita entre 1975 y 2015.

## Biografía

### Primeros años
Fue el segundo hijo del rey Fáisal bin Abdulaziz y de Iffat Al-Thunayan. Asistió a la Escuela Hun de Princeton (Nueva Jersey) y se graduó de la Universidad de Princeton en 1964 con una licenciatura en economía.
Se convirtió en asesor económico para el ministerio del petróleo. En 1966, se trasladó a la organización general de petróleo y recursos minerales (Petromin). En febrero de 1970, se convirtió en vicegobernador de Petromin para asuntos de planificación. También fue miembro del Alto Comité de Coordinación. En 1971, se convirtió en viceministro de petróleo. ocupando el cargo hasta 1975.

### Ministro de Relaciones Exteriores
Fue nombrado ministro de Estado para relaciones exteriores en octubre de 1975 por el rey Jálid bin Abdulaziz. Su mandato terminó el 29 de abril de 2015 cuando fue reemplazado por Adel al-Jubeir, exembajador saudí en los Estados Unidos. Tiene el récord de haber sido el ministro de relaciones exteriores que más tiempo permaneció en el cargo en la historia mundial.
En mayo de 1985, visitó oficialmente Irán y las reuniones se centraron en la peregrinación anual de los iraníes a La Meca. El mismo año, informó en Reino Unido sobre la actividad soviética en el Cuerno de África.
Formó parte de los funcionarios saudíes que trabajaron para mejorar la imagen internacional de Arabia Saudita y mantener una relación sólida con los Estados Unidos después de los atentados del 11 de septiembre de 2001.
En 2004 expresó que a Arabia Saudita le gustaría reducir su dependencia de los acuerdos de seguridad dominados por los Estados Unidos. En julio de 2004, afirmó que la verdadera fuente de problemas en el Medio Oriente no eran los musulmanes, sino la «injusticia y privación infligidas en la región». En agosto de 2007, negó las acusaciones de que los terroristas viajaban de Arabia Saudita a Irak y afirmó que era al revés.
El 10 de marzo de 2006, se reunió con los líderes de Hamás en Riad. En julio de 2006, instó al presidente de los Estados Unidos, George W. Bush, a pedir un alto el fuego en la guerra en el Líbano. En enero de 2008, apoyó las elecciones parlamentarias en Pakistán. Indicó que Pakistán no necesitaba una «interferencia manifiesta y externa» para resolver la división política. Elogió a Nawaz Sharif como candidato.
En 2007 pidió a la secretaria de Estado de Estados Unidos Condoleezza Rice que se centrara en «cuestiones sustantivas clave» del conflicto palestino-israelí. Se quejó de que los bancos de Estados Unidos estaban auditando ilegalmente los bancos de la embajada de Arabia Saudita en Estados Unidos. Afirmó que los auditores eran «inapropiados y agresivos» y que la embajada tiene inmunidad diplomática. En noviembre de 2010, encabezó la delegación de Arabia Saudita en la Cumbre del G-20 de Seúl.
En enero de 2011, se retiró de los esfuerzos de mediación para restablecer un gobierno en el Líbano. En marzo de ese mismo año, viajó a Europa para reunir apoyo para la intervención de Arabia Saudita en Baréin. Después del foro del Consejo de Cooperación para los Estados Árabes del Golfo con Estados Unidos, en la secretaría del Consejo en Riad el 31 de marzo de 2012, dijo que era un «deber» armar a la oposición siria para actuar contra Bashar al-Ásad.
En mayo de 2014 se informó que había invitado al ministro de Relaciones Exteriores de Irán, Mohammad Javad Zarif, a visitar Riad.

### Otras actividades gubernamentales

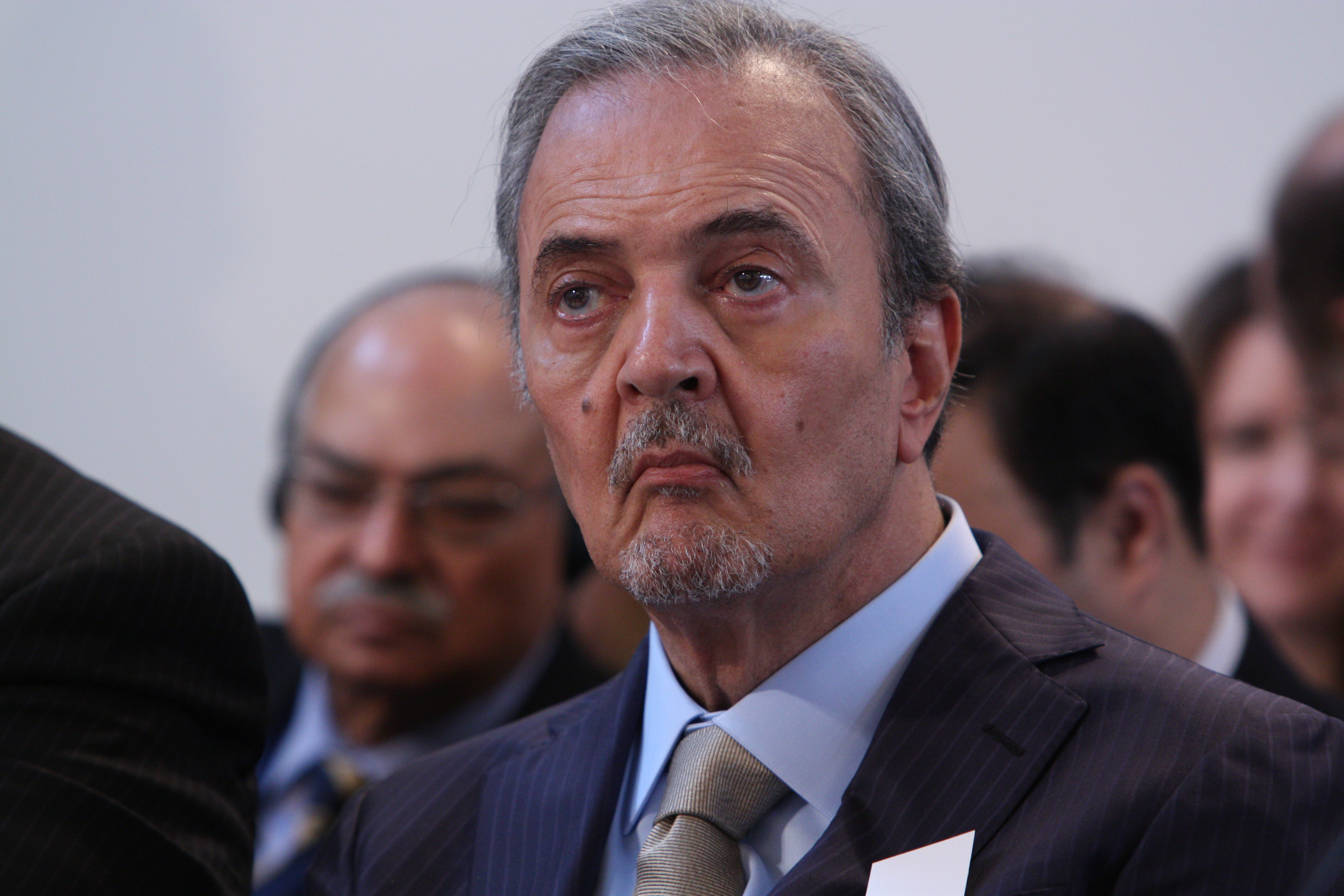
El ministro en 2012.

Desde 1998 también administró el sector energético a través de un comité de tecnócratas y príncipes. Más específicamente, fue nombrado presidente del comité de Saudi Aramco encargado de la evaluación de proyectos.
El 20 de noviembre de 2009, el rey Abdalá bin Abdulaziz lo nombró presidente del consejo económico supremo de Arabia Saudita. También fue miembro del consejo de servicio militar.

### Vida personal
Estaba casado con su prima Jawhara bint Abdullah bin Abdul-Rahman, y juntos tuvieron tres hijos y tres hijas. Su hija Haifa bint Saud está casada con el príncipe y astronauta Sultán bin Salmán. A diferencia de otros miembros de la casa real, a menudo hablaba públicamente e interactuaba con los periodistas.
Una demanda de 2018 alegó que dejó 110 000 de dólares en facturas impagas por la realización de una película pornográfica. La película mostraba a una mujer marroquí, con quien disfrutaba de una «relación íntima» y una conocida estrella porno francesa. Después de la muerte del príncipe Saud, sus herederos se negaron a pagar y el caso terminó en un tribunal.

### Enfermedad y fallecimiento
Sufrió la enfermedad de Parkinson y dolores de espalda. Fue operado en los Estados Unidos. Su apariencia física mostró signos de deterioro de la salud, especialmente dificultad para mantenerse de pie. El 11 de agosto de 2012, se sometió a otra cirugía para eliminar un bloqueo «simple» en los intestinos debido a las adherencias resultantes de una cirugía previa. La operación se realizó en el hospital de especialistas en Yeda. Fue a Los Ángeles después de abandonar el hospital el 6 de septiembre de 2012. El ministerio de relaciones exteriores anunció que permanecería allí por un tiempo. El 25 de enero de 2015, tuvo una exitosa cirugía de columna vertebral. En marzo de 2015 fue fotografiado con un andador.
Falleció el 9 de julio de 2015 a los 75 años en Los Ángeles. Su funeral se realizó en la gran mezquita de La Meca.